# Электросвязь (журнал)
«Электросвязь» — советский и российский ежемесячный научно-технический журнал, орган Министерства связи СССР и Научно-технического общества радиотехники, электроники и связи имени А. С. Попова, выходящий с 1933 года.
В 1933—1938 годах журнал выходил под названием «Научно-технический сборник по электросвязи». С 1938 года журнал выходит под названием «Электросвязь». Выпуск был прекращён в 1941 году, в связи с началом Великой Отечественной войны. Выпуск был возобновлён в 1956 году.
Журнал публикует статьи, посвящённые темам радиосвязи, телефонии, телеграфии, фототелеграфии, передачи данных, телевидения, радиовещания, проводного вещания, многоканальной связи, автоматической коммуникации, аппаратуры, оборудования систем связи, вопросов теории распространения электромагнитных колебаний, теорий электрических цепей и информации.